# The Chemical Brothers
The Chemical Brothers sind ein britisches Electronica-Duo aus Manchester, bestehend aus Tom Rowlands und Ed Simons, das in den späten 1990er-Jahren als Vertreter des Big Beat populär geworden ist. Seit 1995 treten sie unter dem heutigen Bandnamen auf.

## Bandgeschichte
Nach ihrer Gründung 1989 nannten sich Rowlands (* 11. Januar 1971) und Simons (* 9. Juni 1970) nach dem bekannten US-amerikanischen Produzentenduo The Dust Brothers. Mit wachsender Popularität 1995 änderten Rowlands und Simons den Bandnamen in The Chemical Brothers, nachdem ihnen rechtliche Schritte angedroht worden waren.
The Chemical Brothers gelten zusammen mit Fatboy Slim, The Prodigy und The Crystal Method als Pioniere des Big Beat. Mit Setting Sun und Noel Gallagher als Sänger zu Setting Sun erreichten The Chemical Brothers 1996 erstmals die Spitze der britischen Charts. Der internationale Durchbruch gelang ihnen 1997 mit der Single Block Rockin’ Beats. 2004 wurde My Elastic Eye in dem Film Butterfly Effect verwendet.
Ihr bisher größter Hit ist Galvanize aus dem Album Push the Button von 2005. Die Single schaffte europaweit den Einstieg in die Top 10 (unter anderem Nummer eins in Griechenland) und konnte sich wochenlang dort halten. Shake Break Bounce vom selben Album ist im Werbespot zum Ford S-MAX zu hören (2. Halbjahr 2006). Auch Do it Again wurde für Werbung benutzt, 2009/2010 für das Parfüm „One Million“ von Paco Rabanne.
The Chemical Brothers kooperierten viel mit anderen bekannten Musikern wie Noel Gallagher (Setting Sun, Let Forever Be), dem Rapper Q-Tip (Galvanize, Go) und einigen anderen Künstlern wie Richard Ashcroft, Kele Okereke, Tim Burgess, Ali Love, Beth Orton, Beck und einigen mehr.
The Chemical Brothers fielen auch durch spektakuläre, teils preisgekrönte Musikvideos auf, vor allem Star Guitar, Hey Boy, Hey Girl, The Test, Let Forever Be oder Believe. Die Musikvideos zu Star Guitar, Let Forever Be und Go wurden von dem oscarprämierten französischen Regisseur Michel Gondry entworfen.

## Schriftart
Die Schriftart des The-Chemical-Brothers-Logos heißt Sho und wurde 1992 von Karlgeorg Hoefer entworfen. Das ursprüngliche Logo unterscheidet sich lediglich beim a und b von der Sho. Linotype hält die Lizenz für diese Schrift.

## Diskografie

### Studioalben
| Jahr | Titel                      | Höchstplatzierung, Gesamtwochen, AuszeichnungChartplatzierungen (Jahr, Titel, Platzierungen, Wochen, Auszeichnungen, Anmerkungen) | Höchstplatzierung, Gesamtwochen, AuszeichnungChartplatzierungen (Jahr, Titel, Platzierungen, Wochen, Auszeichnungen, Anmerkungen) | Höchstplatzierung, Gesamtwochen, AuszeichnungChartplatzierungen (Jahr, Titel, Platzierungen, Wochen, Auszeichnungen, Anmerkungen) | Höchstplatzierung, Gesamtwochen, AuszeichnungChartplatzierungen (Jahr, Titel, Platzierungen, Wochen, Auszeichnungen, Anmerkungen) | Höchstplatzierung, Gesamtwochen, AuszeichnungChartplatzierungen (Jahr, Titel, Platzierungen, Wochen, Auszeichnungen, Anmerkungen) | Anmerkungen                             |
| Jahr | Titel                      | DE | AT | CH | UK | US | Anmerkungen                             |
| ---- | -------------------------- | --- | --- | --- | --- | --- | --------------------------------------- |
| 1995 | Exit Planet Dust           | — | — | — | UK9 Platin · (71 Wo.)UK | — | Erstveröffentlichung: 26. Juni 1995     |
| 1997 | Dig Your Own Hole          | DE25 (11 Wo.)DE | AT26 (10 Wo.)AT | CH30 (8 Wo.)CH | UK1 Platin · (31 Wo.)UK | US14 Gold · (25 Wo.)US | Erstveröffentlichung: 7. April 1997     |
| 1999 | Surrender                  | DE7 (12 Wo.)DE | AT16 (12 Wo.)AT | CH17 (9 Wo.)CH | UK1 ×2Doppelplatin · (53 Wo.)UK                                                                                                   | US32 (14 Wo.)US | Erstveröffentlichung: 21. Juni 1999     |
| 2002 | Come with Us               | DE18 (8 Wo.)DE | AT16 (7 Wo.)AT | CH12 (10 Wo.)CH | UK1 (17 Wo.)UK | US32 (7 Wo.)US | Erstveröffentlichung: 28. Januar 2002   |
| 2005 | Push the Button            | DE11 (17 Wo.)DE | AT18 (14 Wo.)AT | CH8 (22 Wo.)CH | UK1 Platin · (18 Wo.)UK | US59 (3 Wo.)US | Erstveröffentlichung: 24. Januar 2005   |
| 2007 | We Are the Night           | DE28 (4 Wo.)DE | AT18 (8 Wo.)AT | CH6 (10 Wo.)CH | UK1 Silber · (12 Wo.)UK | US65 (2 Wo.)US | Erstveröffentlichung: 27. Juni 2007     |
| 2010 | Further                    | DE35 (3 Wo.)DE | AT48 (1 Wo.)AT | CH5 (10 Wo.)CH | — | US63 (1 Wo.)US | Erstveröffentlichung: 14. Juni 2010     |
| 2015 | Born in the Echoes         | DE10 (5 Wo.)DE | AT10 (4 Wo.)AT | CH2 (7 Wo.)CH | UK1 Silber · (8 Wo.)UK | US73 (1 Wo.)US | Erstveröffentlichung: 17. Juli 2015     |
| 2019 | No Geography               | DE18 (2 Wo.)DE | AT26 (2 Wo.)AT | CH10 (4 Wo.)CH | UK4 (4 Wo.)UK | — | Erstveröffentlichung: 12. April 2019    |
| 2023 | For That Beautiful Feeling | DE23 (1 Wo.)DE | — | CH16 (2 Wo.)CH | UK6 (1 Wo.)UK | — | Erstveröffentlichung: 8. September 2023 |

### Kompilationen
| Jahr | Titel                                | Höchstplatzierung, Gesamtwochen, AuszeichnungChartplatzierungen (Jahr, Titel, Platzierungen, Wochen, Auszeichnungen, Anmerkungen) | Höchstplatzierung, Gesamtwochen, AuszeichnungChartplatzierungen (Jahr, Titel, Platzierungen, Wochen, Auszeichnungen, Anmerkungen) | Höchstplatzierung, Gesamtwochen, AuszeichnungChartplatzierungen (Jahr, Titel, Platzierungen, Wochen, Auszeichnungen, Anmerkungen) | Höchstplatzierung, Gesamtwochen, AuszeichnungChartplatzierungen (Jahr, Titel, Platzierungen, Wochen, Auszeichnungen, Anmerkungen) | Höchstplatzierung, Gesamtwochen, AuszeichnungChartplatzierungen (Jahr, Titel, Platzierungen, Wochen, Auszeichnungen, Anmerkungen) | Anmerkungen                              |
| Jahr | Titel                                | DE | AT | CH | UK | US | Anmerkungen                              |
| ---- | ------------------------------------ | --- | --- | --- | --- | --- | ---------------------------------------- |
| 1998 | Brothers Gonna Work It Out           | — | — | — | — | US95 (4 Wo.)US | Erstveröffentlichung: 22. September 1998 |
| 2003 | Singles 93–03                        | DE99 (1 Wo.)DE | — | — | UK9 Gold · (16 Wo.)UK | US123 (1 Wo.)US | Erstveröffentlichung: 22. September 2003 |
| 2008 | Brotherhood – The Definitive Singles | — | AT63 (2 Wo.)AT | CH35 (4 Wo.)CH | UK11 Gold · (3 Wo.)UK | — | Erstveröffentlichung: 2. September 2008  |

### EPs
| Jahr | Titel         | Höchstplatzierung, Gesamtwochen, AuszeichnungChartsChartplatzierungen (Jahr, Titel, Platzierungen, Wochen, Auszeichnungen, Anmerkungen) | Anmerkungen                           |
| Jahr | Titel         | UK | Anmerkungen                           |
| ---- | ------------- | --- | ------------------------------------- |
| 1996 | Loops of Fury | UK13 (2 Wo.)UK | Erstveröffentlichung: 15. Januar 1996 |

Weitere Alben
- 1996: Live at the Social Volume 1
- 1997: Radio 1 Anti-Nazi Mix
- 2002: In Glint
- 2003: Confront Your Demons
- 2005: The Remixes Volume 06
- 2007: B-Sides Volume 1
- 2008: Remixes
- 2011: Wer ist Hanna? (Soundtrack)
- 2012: Don’t Think
- 2019: Eve Of Dubstruction

### Singles
| Jahr | Titel Album                           | Höchstplatzierung, Gesamtwochen, AuszeichnungChartplatzierungen (Jahr, Titel, Album, Platzierungen, Wochen, Auszeichnungen, Anmerkungen) | Höchstplatzierung, Gesamtwochen, AuszeichnungChartplatzierungen (Jahr, Titel, Album, Platzierungen, Wochen, Auszeichnungen, Anmerkungen) | Höchstplatzierung, Gesamtwochen, AuszeichnungChartplatzierungen (Jahr, Titel, Album, Platzierungen, Wochen, Auszeichnungen, Anmerkungen) | Höchstplatzierung, Gesamtwochen, AuszeichnungChartplatzierungen (Jahr, Titel, Album, Platzierungen, Wochen, Auszeichnungen, Anmerkungen) | Höchstplatzierung, Gesamtwochen, AuszeichnungChartplatzierungen (Jahr, Titel, Album, Platzierungen, Wochen, Auszeichnungen, Anmerkungen) | Anmerkungen                                                     |
| Jahr | Titel Album                           | DE | AT | CH | UK | US | Anmerkungen                                                     |
| ---- | ------------------------------------- | --- | --- | --- | --- | --- | --------------------------------------------------------------- |
| 1995 | Leave Home Exit Planet Dust           | — | — | — | UK17 (4 Wo.)UK | — | Erstveröffentlichung: 5. Juni 1995                              |
| 1995 | Life Is Sweet Exit Planet Dust        | — | — | — | UK25 (3 Wo.)UK | — | Erstveröffentlichung: 29. August 1995 feat. Tim Burgess         |
| 1996 | Setting Sun Dig Your Own Hole         | — | — | — | UK1 Silber · (11 Wo.)UK | US80 (5 Wo.)US | Erstveröffentlichung: 30. September 1996 feat. Noel Gallagher   |
| 1997 | Block Rockin’ Beats Dig Your Own Hole | — | — | — | UK1 Silber · (14 Wo.)UK | — | Erstveröffentlichung: 24. März 1997                             |
| 1997 | Elektrobank Dig Your Own Hole         | — | — | — | UK17 (6 Wo.)UK | — | Erstveröffentlichung: 8. September 1997 feat. Keith Murray      |
| 1999 | Hey Boy Hey Girl Surrender            | DE41 (9 Wo.)DE | — | — | UK3 Platin · (17 Wo.)UK | — | Erstveröffentlichung: 31. Mai 1999                              |
| 1999 | Let Forever Be Surrender              | — | — | — | UK9 Silber · (9 Wo.)UK | — | Erstveröffentlichung: 2. August 1999 feat. Noel Gallagher       |
| 1999 | Out of Control Surrender              | — | — | — | UK21 (6 Wo.)UK | — | Erstveröffentlichung: 11. Oktober 1999 feat. Bernard Sumner     |
| 2001 | It Began in Afrika Come with Us       | — | — | CH89 (2 Wo.)CH | UK8 (9 Wo.)UK | — | Erstveröffentlichung: 10. September 2001                        |
| 2002 | Star Guitar Come with Us              | DE98 (2 Wo.)DE | — | CH73 (3 Wo.)CH | UK8 (11 Wo.)UK | — | Erstveröffentlichung: 14. Januar 2002                           |
| 2002 | Come with Us / The Test Come with Us  | — | — | — | UK14 (3 Wo.)UK | — | Erstveröffentlichung: 22. April 2002 feat. Richard Ashcroft     |
| 2003 | The Golden Path Singles 93-03         | — | — | — | UK17 (8 Wo.)UK | — | Erstveröffentlichung: 15. September 2003 feat. The Flaming Lips |
| 2005 | Galvanize Push the Button             | DE8 (26 Wo.)DE | AT14 (33 Wo.)AT | CH34 (23 Wo.)CH | UK3 Platin · (21 Wo.)UK | US— GoldUS | Erstveröffentlichung: 17. Januar 2005 feat. Q-Tip               |
| 2005 | Believe Push the Button               | DE84 (4 Wo.)DE | — | CH63 (1 Wo.)CH | UK18 (5 Wo.)UK | — | Erstveröffentlichung: 2. Mai 2005 feat. Kele Okereke            |
| 2005 | The Boxer Push the Button             | — | — | — | UK41 (3 Wo.)UK | — | Erstveröffentlichung: 11. Juli 2005 feat. Tim Burgess           |
| 2007 | Do It Again We Are the Night          | DE65 (5 Wo.)DE | AT59 (4 Wo.)AT | CH86 (1 Wo.)CH | UK12 (10 Wo.)UK | — | Erstveröffentlichung: 14. Mai 2007 feat. Ali Love               |
| 2007 | The Salmon Dance We Are the Night     | — | — | — | UK27 (7 Wo.)UK | — | Erstveröffentlichung: 10. September 2007 feat. Fatlip           |
| 2008 | Midnight Madness Brotherhood          | — | — | — | UK80 (2 Wo.)UK | — | Erstveröffentlichung: 3. August 2008                            |
| 2010 | Swoon Further                         | — | — | — | UK85 (2 Wo.)UK | — | Erstveröffentlichung: 9. Mai 2010                               |
| 2015 | Go Born in the Echoes                 | — | AT56 (2 Wo.)AT | CH73 (1 Wo.)CH | UK46 Gold · (9 Wo.)UK | — | Erstveröffentlichung: 5. Mai 2015 feat. Q-Tip                   |

Weitere Singles
- 1992: Song to the Siren
- 1997: The Private Psychedelic Reel
- 2000: Music: Response
- 2003: Get Yourself High (feat. k-os)
- 2010: Escape Velocity
- 2010: Another World
- 2011: Container Park
- 2015: Under Neon Lights (feat. St. Vincent)
- 2016: C-H-E-M-I-C-A-L
- 2018: Free Yourself
- 2019: MAH
- 2019: Got To Keep On
- 2023: No Reason
- 2023: Live Again (feat. Halo Maud)

### Videoalben
- 2002: Star Guitar (DVD-Single)
- 2003: The Golden Path (DVD-Single)
- 2003: Singles 93–03
- 2012: Don’t Think (auch als Blu-Ray)

## Auszeichnungen für Musikverkäufe
| Goldene Schallplatte - Australien - 2002: für das Album Come With Us - 2005: für das Album Push the Button - 2023: für die Single Block Rockin’ Beats - 2023: für die Single The Salmon Dance - 2023: für das Album Brotherhood – The Definitive Singles - 2023: für das Album Exit Planet Dust - 2023: für das Album Singles 93–03 - Frankreich - 1999: für das Album Surrender - Griechenland - 2006: für das Album Push the Button - Italien - 2015: für die Single Go - 2024: für die Single Hey Boy Hey Girl - Japan - 1999: für das Album Surrender - 2002: für das Album Come With Us - 2005: für das Album Push the Button - Kanada - 2002: für das Album Come With Us - Neuseeland - 2002: für das Album Come With Us - 2014: für die Single The Salmon Dance - Russland - 2005: für das Album Push the Button - 2007: für das Album We Are the Night - Spanien - 1999: für das Album Surrender | Platin-Schallplatte - Australien - 2023: für die Single Galvanize - 2023: für die Single Go - 2023: für die Single Hey Boy Hey Girl - 2023: für das Album Dig Your Own Hole - Europa - 2000: für das Album Surrender - Japan - 1998: für das Album Dig Your Own Hole - Kanada - 1997: für das Album Dig Your Own Hole - 2002: für das Album Surrender - Neuseeland - 1998: für das Album Dig Your Own Hole 2× Platin-Schallplatte - Australien - 2023: für das Album Surrender 3× Platin-Schallplatte - Neuseeland - 2000: für das Album Surrender |

Anmerkung: Auszeichnungen in Ländern aus den Charttabellen bzw. Chartboxen sind in ebendiesen zu finden.
| Land/RegionAuszeichnungen für Musikverkäufe (Land/Region, Auszeichnungen, Verkäufe, Quellen) | Silber     | Gold       | Platin       | Verkäufe    | Quellen                       |
| -------------------------------------------------------------------------------------------- | ---------- | ---------- | ------------ | ----------- | ----------------------------- |
| Australien (ARIA)                                                                            | —          | 7× Gold7   | 6× Platin6   | 665.000     | aria.com.au                   |
| Europa (IFPI)                                                                                | —          | —          | Platin1      | (1.000.000) | ifpi.org                      |
| Frankreich (SNEP)                                                                            | —          | Gold1      | —            | 100.000     | snepmusique.com               |
| Griechenland (IFPI)                                                                          | —          | Gold1      | —            | 10.000      | Einzelnachweise               |
| Italien (FIMI)                                                                               | —          | 2× Gold2   | —            | 75.000      | fimi.it                       |
| Japan (RIAJ)                                                                                 | —          | 3× Gold3   | Platin1      | 500.000     | riaj.or.jp                    |
| Kanada (MC)                                                                                  | —          | Gold1      | 2× Platin2   | 250.000     | musiccanada.com               |
| Neuseeland (RMNZ)                                                                            | —          | 2× Gold2   | 4× Platin4   | 75.000      | aotearoamusiccharts.co.nz NZ2 |
| Russland (NFPF)                                                                              | —          | 2× Gold2   | —            | 20.000      | 2m-online.ru                  |
| Spanien (Promusicae)                                                                         | —          | Gold1      | —            | 50.000      | elportaldemusica.es           |
| Vereinigte Staaten (RIAA)                                                                    | —          | 2× Gold2   | —            | 1.000.000   | riaa.com                      |
| Vereinigtes Königreich (BPI)                                                                 | 4× Silber4 | 3× Gold3   | 7× Platin7   | 3.820.000   | bpi.co.uk                     |
| Insgesamt                                                                                    | 4× Silber4 | 25× Gold25 | 21× Platin21 |             |                               |

## Auszeichnungen
Grammy 2006:
- Best Dance Recording für Galvanize
- Best Electronic/Dance Album für Push the Button

Grammy 2008:
- Best Electronic/Dance Album für We Are the Night

Grammy 2020:
- Best Dance Recording für Got to Keep On
- Best Electronic/Dance Album für No Geography

MTV Europe Music Awards 2005:
- Best Video für Believe